# Lycosa niceforoi
Lycosa niceforoi là một loài nhện trong họ Lycosidae.
Loài này thuộc chi Lycosa. Lycosa niceforoi được Cândido Firmino de Mello-Leitão miêu tả năm 1941.